# 궈뎬 베이룬 발전소
궈뎬 베이룬 발전소(중국어 간체자: 国电北仑发电厂, 병음: Guódiàn Běilún Fādiànchǎng)는 중국 저장성 닝보시 베이룬구에 위치한 석탄 화력 발전소이다. 5,000MW의 설치 용량을 갖춘 세계 7위 규모의 석탄 화력 발전소이다. (이 타이틀은 자싱 발전소, 궈화 타이산 발전소, 와이가오차오 발전소와 공유한다). 이 발전소는 석탄을 연료로 하여 5개의 600 MW와 2개의 1,000 MW 유닛으로 에너지를 생산한다.
궈뎬 베이룬 발전소는 또한 세계은행 대출을 받아 건설된 중국 최초의 발전 기업이기도 하다.

## 같이 보기
- 석탄 화력 발전소 목록
- 세계 최대 발전소 목록
- 중국의 발전소 목록